# اکسل کلرژه
اکسل کلرژه (فرانسوی: Axel Clerget‎؛ زادهٔ ۲۸ فوریهٔ ۱۹۸۷) جودوکار اهل فرانسه است.
وی در مسابقات کشوری و بین‌المللی در مجموع برندهٔ ۱ مدال نقره، ۲ مدال برنز شده‌است.